# Arachnoïde (exogéologie)
Pour les articles homonymes, voir Arachnoïde (homonymie).

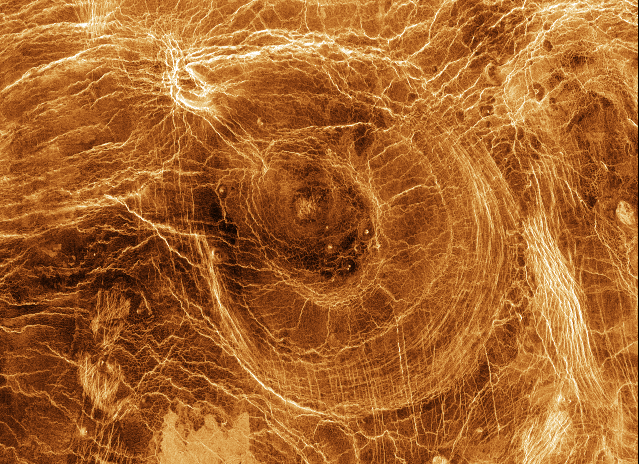
Image radar d'un arachnoïde sur Vénus obtenue par la sonde Magellan.

En exogéologie, un arachnoïde est une variété particulière de corona de taille modérée au relief peu marqué — et souvent négatif (dépression) — caractérisée par des fractures radiales s'étendant largement au-delà de la circonférence délimitée par les fractures circulaires.
De telles formations ne se rencontrent que sur la planète Vénus. Le terme arachnoïde est une simple désignation géomorphologique, qui n'entre pas dans la nomenclature systématique des reliefs vénusiens validée par l'UAI — lorsqu'ils sont nommés, les « arachnoïdes » s'identifient aux coronae.
Une centaine d'arachnoïdes a été identifiée sur Vénus, parmi lesquels quatre groupes importants peuvent être distingués:
- le groupe de Bereghinya Planitia, de loin le plus important (au moins dix unités bien identifiables)
- le groupe de Ganiki Planitia (cinq arachnoïdes),
- le groupe de Rusalka Planitia, près de l'équateur
- le groupe du nord d'Atla Regio

Ces différentes populations d'arachnoïdes présentent des caractéristiques propres — tant du point de vue de la structure fine de leurs unités que de leur agencement respectif — susceptibles de fournir des informations sur les variations de l'environnement et de l'histoire géologique de régions considérées.